# Mauritz Philipp Katerberg
Mauritz Philipp Katerberg (* 30. Juli 1733 in Schüttorf; † 19. März 1815 ebenda) war ein deutscher reformierter Prediger, Theologe und Verfasser des sog. „Katerberger Katechismus“.

## Familie
Mauritz Philipp Katerberg war ein Sohn von Mauritz Daniel Katerberg (1700–1736), reformierter Prediger in Schüttorf (1730–1736), und seiner Ehefrau Anna Mechthildis Ketters. Der Vater war 1730 aus Krefeld nach Schüttorf gekommen. Nach seinem Tod  folgte ihm sein Bruder Christian Georg Katerberg als Prediger in Schüttorf.

## Leben

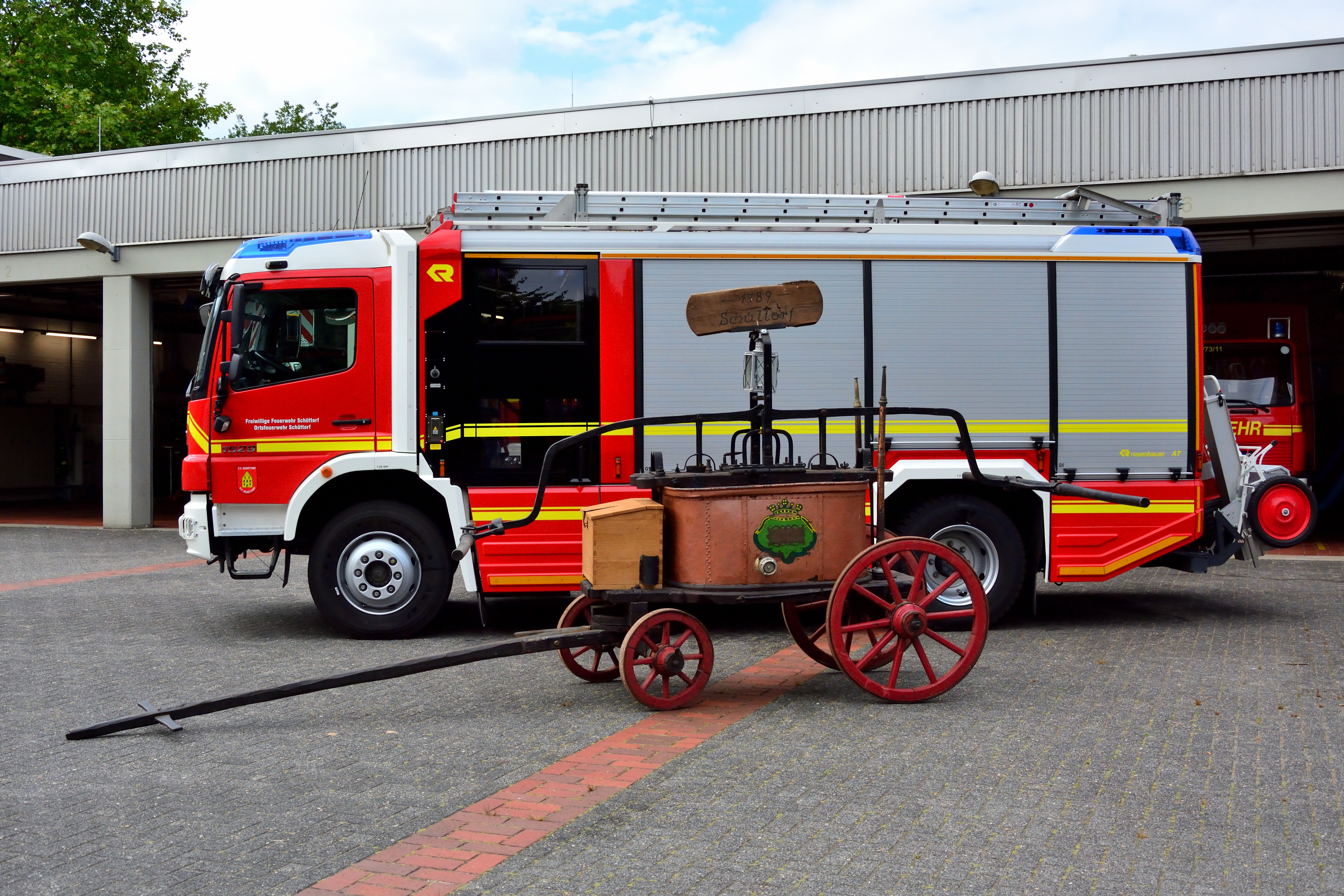
Die Handdruckspritze von 1789 vor einem modernen Löschgruppenfahrzeug.

Katerberg ergriff wie sein Vater und Onkel den Beruf des Predigers. Er wurde am 14. September 1755 ordiniert. Schon vorher, am 3. Juli 1855 war er seinem Onkel als Adjunkt zugeordnet worden. Bis zu seiner Emeritierung im Jahr 1810 blieb er fast sechs Jahrzehnte Seelsorger der reformierten Gemeinde Schüttorf. Von seinem Ansehen als Theologe zeugt seine Berufung 1805 als Assessor in den Oberkirchenrat, dem in der Grafschaft Bentheim das Kirchen- und Schulwesen unterstanden. Sofort beauftragte ihn der Oberkirchenrat mit der Erarbeitung eines Leitfadens für die Unterweisung der reformierten Jugend in der Grafschaft. Dieser erschien 1809 in der Form eines Katechismus. Als Kurzer Entwurf zum Unterricht im Christentum fand das Buch mit seinen rund 400 Fragen weite Verbreitung im Bentheimer Land, ebenso seine niederländische Fassung. Bis etwa 1870 blieb der Katerbergische Katechismus überall in der Grafschaft in Gebrauch und erlebte über 15 Auflagen. Er wurde mindestens bis in die 1890er Jahre im kirchlich verantworteten Unterricht verwandt. Daneben existierte eine Kurzfassung mit den wichtigsten Lehrstücken, der sog. „Kleine Katerberg“.
Sein späterer Amtsnachfolger Peter Bonfleur (1872–1946) veröffentlichte 1927 eine Lebensbeschreibung von Katerberg (s. Literatur).
1789 schenkte Katerberg der Stadt Schüttorf eine Handdruckspritze. Hersteller war Nicolaus Peter Lohmeyer in Gütersloh. Die Handdruckspritze ist funktionsfähig und wird von der Ortsfeuerwehr Schüttorf gepflegt.